# Zhongguo Zangchuan Fojiao ming seng lu
Zhongguo Zangchuan Fojiao ming seng lu (中国藏传佛教名僧录,  Zhōngguó Zàngchuán Fójiào míng sēng lù;  Verzeichnis [bzw. Sammlung biographischer Artikel] von berühmten Mönchen des tibetischen Buddhismus in China; engl. Record of Famous Tibetan Buddhist Monks in China) ist ein 1991 im Nationalitätenverlag Gansu 甘肃民族出版社 erschienenes Buch von Tang Jingfu 唐景福.
Diese Sammlung stellt die Lebensgeschichten von mehr als 100 berühmten, erfolgreichen und Beiträge leistenden tibetischen Mönchen vor.
Das Werk gilt als eine der ersten auf Chinesisch verfassten Biographiesammlungen von Mönchen im Bereich des tibetischen Buddhismus in China und gilt daher als wichtiger Beitrag in Bezug auf die Kommunikation der chinesischen und tibetischen buddhistischen Kultur.
Das Werk ist ein häufig herangezogenes Referenzwerk der Tibetologie.
Bao Lei und Yang Weizhong listen das Werk  in ihrem Artikel Geschichte von hundert Jahren der chinesischen Buddhismuskunde in einer Reihe mit anderen neueren chinesischen biographischen Werken: Yang Guiming 杨贵明 & Ma Jixiang 马吉祥. Zangchuan Fojiao gaoseng zhuanlüe 藏传佛教高僧传略 [Biographies of Eminent Monks of Tibetan Buddhism], Nationalitätenverlag Qinghai 青海人民出版社, Xining 1992 und [Lake Yixi Duojie 拉科•益西多杰:] Zangchuan Fojiao gaoseng zhuanlüe 藏传佛教高僧传略 („Kurzbiographien bedeutender Mönche des tibetischen Buddhismus“), Qinghai renmin chubanshe 青海人民出版社 2007.

## Inhalt
Die folgende Inhaltsübersicht zu den enthaltenen Persönlichkeiten liefert die Angaben: Pinyin/Chinesisch, Lebensdaten, Name (Umschrift nach Wylie).
- Ba Sangniang 巴桑囊 (8. Jh.) Ba Salnang (sba gsal snang)
- Sangxi 桑希 (8. Jh.) Sangshi (sang shi)
- Piluzhena 毗卢遮那 (8. Jh.) Bairotsana (Vairocana)
- Zangma 藏玛 (9. Jh.) Tsangma (gtsang ma)
- Bochanbu Niang Dingaizang Sangbo 钵阐布娘・丁艾增桑波 (9. Jh.) Pelchenpo (dpal chen po)
- Bandi Qinbu Beijie Yundan 班第钦布贝吉云丹 (9. Jh.) Pelgyi Yönten (ban de chen po dpal gyi yon tan)
- Lalong Beijie Duojie 拉垅贝吉多吉 (9. Jh.) Lhalung Pelgyi Dorje (lLha-lung dpal-gyi rdo-rje)
- Gongba Raose 贡巴铙色 (892–975) Gongpa Rabsel (dgongs pa rab gsal)
- Lumei Cicheng Xirao 鲁梅慈成喜饶 Lume Tshülthrim Sherab (klu mes tshul khrims shes rab)
- Renqin Sangbo 仁钦桑波 (958–1055) Rinchen Sangpo (rin chen bzang po)
- Qiongbo Nanjiao 琼波南交 (990–1140) Khyungpo Naljor (khyung po rnal 'byor)
- Zhuomi Shijia Yixi 卓弥・释迦益西 (994–1078) Drogmi Shakya Yeshe (brog mi shakya ye shes)
- Surboqie Shijia Jiongnai 苏尔波且・释迦迥乃 (1002–1062) Sur Shakya Chungne (zur po che shakya 'byung gnas)
- Zhongdunba 仲敦巴 (1005–1064) Dromtönpa ('brom ston pa)
- Marpa 玛尔巴 (1012–1097) Marpa (mar pa)
- Surqiong Xirao Zhaba 苏尔穹・喜饶扎巴 (1014–1074) Surchung Sherab Dragpa (zur chung shes rab 'grags pa)
- Boduowa 博多哇 (1031–1105) Potoba/Potowa (po to ba)
- Gongque Qiebao 贡却结保 (1034–1102) Könchog Gyelpo (dkon mchog rgyal po)
- Jing'ewa Chuchen Bar 京俄瓦・楚臣拔尔 (1038–1103) Chengawa Tshülthrim Bar (spyan snga ba tshul khrims 'bar)
- Milariba 米拉日巴 (1040–1123) Milarepa (mi la ras pa)
- Neiwusuoba 内邬素巴 (1042–1118) Neusurpa (Sne'u zur pa)
- Zhuopuba 卓浦巴 (1074–1134) Drophugpa (sgro phug pa)
- Niangmai Dabo Lajie 娘麦・达波拉结 (1079–1153) Gampopa (dwags po lha rje)
- Reqiongba 热琼巴 (1083–1161) Rechungpa (ras chung pa)
- Jiangqu Gezai 绛曲格哉 (1084–1167) Changchub Gedze (byang chub dge mdzes)
- Gongga Ningbu 贡噶宁布 (1092–1158) Künga Nyingpo (kun dga' snying po)
- Jiegong Qinbo 杰贡钦波 (1090–1171) Gyergom Chenpo (gyer sgom chen po)
- Dongdun Luozhui Zhaba 东敦・罗追扎巴 (1106–1166) Tumtön Lodrö Dragpa (gtum ston blo gros grags pa)
- Pazhu Zhuba 帕木竹巴 (1110–1170) Phagmodrupa (phag mo gru pa)
- Dusong Qinba 都松钦巴 (1110–1193) Düsum Khyenpa (dus gsum mkhyen pa)
- Jieca 杰擦 (1118–1195) Gyeltsha (rgyal tsha)
- Gundan 衮丹 (1148–1217) Künden (kun ldan) / Künden Repa (kun ldan ras pa)
- Xiang Chaba 向蔡巴 (1123–1194) Shang Tshelpa (zhang tshal pa) / Lama Shang (bla ma zhang)
- Linre Baima Duojie 林热・白玛多吉 (1128–1188) Lingchen Repa / Lingre Pema Dorje (gling ras padma rdo rje)
- Suonan Zimo 索南孜摩 (1142–1182) Sönam Tsemo (bsod nams rtse mo)
- Dalong Tangba Zhaxi Bei 达垅塘巴扎西贝 (1142–1210) Taglung Thangpa Trashi Pel (stag lung thang pa bkra shis dpal)
- Zhigongba Renqin Bei 止贡巴仁钦贝 (1143–1217) Drigungpa Rinchen Pel ('bri gung pa rin chen dpal)
- Zhaba Jianzan 扎巴坚赞 (1147–1216) Dragpa Gyeltshen (grags pa rgyal mtshan)
- Zangba Jiare Yixi Duoji 藏巴嘉热・益西多吉 (1161–1211) Tsangpa Gyare Yeshe Dorje (gtsang pa rgya ras ye shes rdo rje)
- Que Menlang 却门朗 (1169–1233) Chö Mönlam bzw. Chökyi Mönlam (Chos kyi smon lam) # Yasang-Kagyü
- Chuchen Xirao 楚臣喜饶 (1173–1225) Tshülthrim Sherab (tshul khrims shes rab)
- Saban Gongga Jianzan 萨班・贡噶坚赞 (1182–1251) Sapan Künga Gyeltshen (sa pan kun dga' rgyal mtshan)
- Jiewa Luoreba 杰瓦・洛热巴 (1187–1250) Gyelwa Lorepa (rgyal ba lo ras pa)
- Guocangba Gongbu Duojie 郭仓巴・贡布多杰 (1189–1258) Götsangpa Gönpo Dorje (rgod tshang pa mgon po rdo rje)
- Rong Queji Sangbo 绒・却吉桑波 (11. Jh.) Rongsom Chökyi Sangpo (rong zom chos kyi bzang po)
- Guyu Renqingun 古宇仁钦衮 (1191–1236) Kuyelwa Rinchengön / Kuyel Rinchengön (sku yal ba rin chen mgon)
- Gama Baxi 噶玛拔希 (1204–1283) Karma Pakshi (karma pak shi)
- Yanggunba Jianzan Bei 杨衮巴坚赞贝 (1213–1258) Yanggönpa Gyeltshen Pel (yang dgon pa rGyal mtshan dpal)
- Wujianba Renqin Bei 邬坚巴仁钦贝 (1230–1309) Orgyenpa Rinchen Pel (o rgyan pa rin chen dpal)
- Basiba 八思巴 (1235–1280) Phagpa (’phags pa)
- Renqin Jianzan 仁钦坚赞 (1238–1279) Rinchen Gyeltshen (rin chen rgyal mtshan)
- Yixi Renqin 意希仁钦 (1248–1294) Yeshe Rinchen (ye shes rin chen)
- Zhaba Ese 扎巴俄色 (1255–1303) Dragpa Öser (grags pa 'od zer)
- Jiayang Renqin Jianzan 加样仁钦坚赞 (1256–1305) Jamyang Rinchen Gyeltshen ('jam dbyangs rin chen rgyal mtshan)
- Sangjie Bei 桑结贝 (1267–1314) Sangye Pel (sangs rgyas dpal)
- Damabala 达玛巴拉 (1268–1287) Dharmapala (dharma pA la)
- Zhaba Sengge 扎巴僧格 (1283–1349) Dragpa Sengge (grags pa seng ge)
- Rangjiong Duojie 攘迥多吉 (1284–1339) Rangjung Dorje (rang 'byung rdo rje)
- Yong Dunpa Duojie Bei 雍敦巴多吉贝 (1284–1365) Yung Tönpa Dorje Pel (g.yung ston pa rdo rje dpal)
- Budun 布顿 (1290–1364) Butön (bu ston)
- Gongga Luozhui Jianzan Pel Sangbu 贡噶洛追坚赞贝桑布 (1299–1327) Künga Lodrö Gyeltshen Pel Sangpo (gun dga' blo gros rgyal mtshan dpal bzang po)
- Longqin Ranjiongba 隆钦然绛巴 (1308–1364) Longchen Rabjampa (klong chen rab 'byams pa)
- Queji Jianzan 却吉坚赞 (1332–1359) Chökyi Gyeltshen (chos kyi rgyal mtshan)
- Rubi Duoji 乳必多吉 (1340–1383) Rölpe Dorje (rol pa'i rdo rje)
- Rendawa Xunnu Luozhui 仁达哇・旬努洛追 (1349–1412) Rendawa Shönnu Lodrö (red mda' pa gzhon nu blo gros)
- Shijia Yeshi 释迦也失 (1352–1435) Shakya Yeshe (shAkya ye shes)
- Zongkaba 宗喀巴 (1357–1419) Tsongkhapa (tsong kha pa)
- Jiacao Jie 贾曹杰 (1364–1432) Gyeltshab Je (rgyal tshab rje)
- Jiangyang Quejie 绛央却杰 (1379–1449) Jamyang Chöje (Jam dbyangs chos rje)
- E'er Qin Gongga Sangbo 俄尔钦贡噶桑波 (1382–1456) Ngorchen Künga Sangpo (ngor chen kun dga' bzang po)
- Deyin Xieba 得银协巴 (1384–1415) Deshin Shegpa (de bzhin gshegs pa)
- Kezhu Jie 克主杰 (1385–1438) Khedrub Je (mkhas grub rje)
- Tangdong Jiebu 汤东结布 (1385–1464) Thangtong Gyelpo (thang stong rgyal po)
- Gendun Zhu 根敦主 (1391–1474) Gendün Drub (dge 'dun grub)
- Tudun Gongga Nanjie 吐顿・贡噶南杰 (1432–1496) Künga Namgyel (kun dga' rnam rgyal)
- Suonan Quelang 索南却朗 (1439–1504) Sönam Choglang (bsod nams phyogs glang)
- Quezha Yixi 却扎益西 (1453–1524) Chödrag Yeshe (chos grags ye shes)
- Gendun jiacuo 根敦嘉措 (1475–1542) Gendün Gyatsho (dge 'dun rgya mtsho)
- Carqin Luosai Jiacuo 擦尔钦・罗赛嘉措 (1494–1566) Tsarchen Losel Gyatsho (tshar chen blo gsal rgya mtsho) # Geburtsjahr ?
- Bawo Zula Chenwa 巴卧・祖拉陈瓦 (1504–1566) Pawo Tsuglag Threngwa (dpa' bo gtsug lag 'phreng ba)
- Luosang Danzhu 罗桑丹珠 (1505–1566) Lobsang Döndrub (blo bzang don grub)
- Mijue Duojie 弥觉多吉 (1507–1554) Mikyö Dorje (mi bskyod rdo rje)
- Suonan Jiacuo 索南嘉措 (1543–1588) Sönam Gyatsho (bsod nams rgya mtsho)
- Luosang Qujie 罗桑曲结 (1567–1662) Lobsang Chökyi (blo bzang chos kyi)
- Duoluonata 多罗那他 (1575–1634) Taranatha (ta ra na tha)
- Yundan Jiacuo 云丹嘉措 (1589–1616) Yönten Gyatsho (yon tan rgya mtsho)
- Zaya Banzhida 咱雅班智达 (1599–1662) Zaya Pandita
- Queying Duoji 却英多吉 (1604–1674) Chöying Dorje (chos dbyings rdo rje)
- Awang Luosang Jiacuo 阿旺罗桑嘉措 (1617–1682) Ngawang Lobsang Gyatsho (ngag dbang blo bzang rgya mtsho)
- Luobusang wang bu zha lei san 罗卜藏旺布扎勒三 (1635–1723) Lobsang Tenpe Gyeltshen (blo bzang bstan pa'i rgyal mtshan)
- Huaxiu Exiang Zongzhe 华秀・俄项宗哲 (1648–1721) Jamyang Shepa Ngawang Tsöndrü ('jam dbyangs bzhad pa ngag dbang brtson 'grus) # 1. Jamyang Shepa
- Luosang Yixi 罗桑益喜 (1663–1737) Lobsang Yeshe (blo bzang ye shes)
- Zhuoni Zhaba Xiezhu 卓尼・扎巴谢珠 (1675–1749) Chone Dragpa Shedrub (co ne grags pa bshad sgrub)
- Cangyang Jiacuo 仓洋嘉措 (1683–1706) Tshangyang Gyatsho (tshangs dbyangs rgya mtsho)
- Awang Chilie Jiacuo 阿旺赤烈嘉措 (1688–1738) Ngawang Thrinle Gyatsho (ngag dbang 'phrin las rgya mtsho)
- Jiangqu Duoji 绛曲多吉 (1703–1732) Changchub Dorje (byang chub rdo rje)
- Songba Kanqin Yixi Banjuer 松巴堪钦・益西班觉尔 (1704–1788) Sumpa Khenpo Yeshe Peljor (sum pa mkhan po ye shes dpal 'byor) #
- Gesang Jiacuo 格桑嘉措 (1708–1757) Kelsang Gyatsho (bskal bzang rgya mtsho)
- Zhangjia Ruobi Duoji 章嘉若必多吉 (1717–1786) Cangkya Rölpe Dorje (lcang skya rol pa'i rdo rje)
- Dong Jimei Wangwu 董・季麦旺吾 (1728–1791) Könchog Jigme Wangpo (dkon mchog 'jigs med dbang po) 2. Jamyang Shepa
- Quezhu Jiacuo 却朱嘉措 (1733–1791) Chödrub Gyatsho (chos grub rgya mtsho)
- Tuguan Luosang Queji Nima 土观・洛桑却吉尼玛 (1737–1801) Thuken Lobsang Chökyi Nyima (thu'u bkyan blo bzang chos kyi nyi ma)
- Badan Yixi 巴丹益西 (1738–1780) Pelden Yeshe (dpal ldan ye shes)
- Jiangbai Jiacuo 强白嘉措 (1758–1804) Jampel Gyatsho ('jam dpal rgya mtsho)
- Gongtang Danbai Zhongbei 贡唐・丹白仲美 (1762–1823) Gungthang Tenpe Drönme (gung thang bstan pa'i sgron me)
- Danbai Nima 丹白尼玛  (1782–1853) Tenpe Nyima (bstan pa'i nyi ma)
- Luosang Tudan Jimei Jiacuo 罗桑图旦季美嘉措 (1792–1855) Lobsang Thubten Jigme Gyatsho (blo bzang thub bstan 'jigs med rgya mtsho)
- Longduo Jiacuo 隆朵嘉措 (1805–1815) Lungtog Gyatsho (lung rtogs rgya mtsho)
- Chuchen Jiacuo 楚臣嘉措 (1816–1837) Tshülthrim Gyatsho (tshul khrims rgya mtsho)
- Kaizhu Jiacuo 凯珠嘉措 (1838–1855) Khedrub Gyatsho (mkhas grub rgya mtsho)
- Luosang Chuchen Daji Jiacuo 罗桑楚臣达吉嘉措 (1846–1906) Lobsang Tshülthrim Dargye Gyatsho (blo bzang tshul khrims dar rgyas rgya mtsho)
- Mipang Jiacuo 米庞嘉措 (1846–1912) Mipham Gyatsho (mi pham rgya mtsho)
- Danbai Wangxiu 丹白旺修 (1855–1882) Tenpe Wangchug (bstan pa'i dbang phyug)
- Chenglie Jiacuo 成烈嘉措 (1856–1875) Thrinle Gyatsho ('phrin las rgya mtsho)
- Gazang Tudan Wangxu 尕藏图旦旺徐 (1856–1916) Kelsang Thubten Wangchug (skal bzang thub bstan dbang phyug) 4. Jamyang Shepa
- Tudeng Jiacuo 土登嘉措 (1876–1933) Thubten Gyatsho (thub bstan rgya mtsho)
- Quji Nima 曲吉尼玛 (1883–1937) Chökyi Nyima  (chos kyi nyi ma)
- Xirao Jiacuo 喜饶嘉措 (1883–1968) Sherab Gyatsho (shes rab rgya mtsho)
- Fazun fashi 法尊法师 (1902–1980) Fazun (blo bzang chos 'phags)
- Luosang Dengzhen Zhaba Taye 洛桑登真・扎巴他耶 (1903–1950) Lobsang Tendzin Dragpa Thaye (blo bzang bstan 'dzin grags pa mtha' yas)
- Gendun Qiongbei 根敦琼培 (1905–1951) Gendün Chöphel (dge 'dun chos 'phel)
- Jianbai Chilie 坚白赤烈 (1913–1984) Jampel Thrinle ('jam dpal phrin las)
- Danbei Jianzan 丹贝坚赞 (1916–1947) Tenpe Gyeltshen (bstan pa'i rgyal mtshan) 5. Jamyang Shepa
- Queji Jianzan 确吉坚赞 (1938–1989) Chökyi Gyeltshen (chos kyi rgyal mtshan)